# Manchester (Iowa)
Manchester é uma cidade localizada no estado americano de Iowa, no Condado de Delaware.

## Demografia
Segundo o censo americano de 2000, a sua população era de 5257 habitantes.
Em 2006, foi estimada uma população de 4996, um decréscimo de 261 (-5.0%).

## Geografia
De acordo com o United States Census Bureau tem uma área de
10,7 km², dos quais 10,7 km² cobertos por terra e 0,0 km² cobertos por água. Manchester localiza-se a aproximadamente 321 m acima do nível do mar.

## Localidades na vizinhança
O diagrama seguinte representa as localidades num raio de 16 km ao redor de Manchester.